# Nikolaj Kolesnikov (tyngdlyftare)
Nikolaj Aleksejevitj Kolesnikov (ryska: Николай Алексеевич Колесников), född 15 februari 1952 i Tatarstan, är en före detta sovjetisk tyngdlyftare.
Kolesnikov blev olympisk guldmedaljör i 60-kilosklassen i tyngdlyftning vid sommarspelen 1976 i Montréal.